# Second Morning
《Second Morning》（セカンドモーニング）是日本女子偶像組合早安少女組。的第2張原創專輯。於1999年7月28日發行。唱片公司為zetima。

## 概要
- 與上一張原創專輯《First Time》相距約1年。
- 收錄第3張單曲《擁抱我HOLD ON ME!》至第6張單曲《故鄉》4首A面曲，以及《Memory 青春之光》、《真夏的光線》的B面曲《Never Forget》和《戀的始發火車》，共6首曲目。
- 此專輯是早安少女組。以七人形式參與演唱，一期成員福田明日香只參與兩首曲目（擁抱我HOLD ON ME! - Memory 青春之光）。
- 本作分「CD盤」和「MD盤」2種版本
- 在8月9日於公信榜專輯每週排行榜取得第3位。

## 收錄內容
1. NIGHT OF TOKYO CITY
（作詞・作曲：淳君 編曲：前嶋康明）
2. 真夏的光線（Vacation Mix）（真夏の光線）
（作詞・作曲：淳君 編曲：河野伸）
5th單曲
3. Memory 青春之光（Memory 青春の光）
（作詞・作曲：淳君 編曲：前嶋康明）
4th單曲・一期成員福田明日香的最後一張單曲
4. 喜歡你×5（好きで×5）
（作詞・作曲：淳君 編曲：鈴木俊介）
5. 故鄉
（作詞・作曲：淳君 編曲：小西貴雄）
6th單曲
6. 擁抱我HOLD ON ME!（N.Y. Mix）（抱いてHOLD ON ME!）
（作詞・作曲：淳君 編曲：前嶋康明）
3rd單曲・電影「早安刑事。擁抱我HOLD ON ME!」主題曲
7. 跟爸爸相似的他（パパに似ている彼）
（作詞・作曲：淳君 編曲：前嶋康明）
8. 線香花火（せんこう花火）
（作詞・作曲：淳君 編曲：高橋諭一）
9. 戀的始發火車（Album Version）（恋の始発列車）
（作詞・作曲：淳君 編曲：小西貴雄）
5th單曲
「真夏的光線」B面曲
10. 少女的心理學（乙女の心理学）
（作詞・作曲：淳君 編曲：河野伸）
11. Never Forget（Large Vocal Mix）
（作詞・作曲：淳君 編曲：小西貴雄）
4th單曲
「Memory 青春之光」B面曲
12. Da Di Du De Do Da Di!（ダディドゥデドダティ!）
（作詞・作曲：淳君 編曲：鈴木俊介）